# يوتو يامادا
يوتو يامادا (باليابانية: 山田 雄士) (مواليد 17 مايو 2000) هو لاعب كرة قدم ياباني.

## وصلات خارجية
- يوتو يامادا على موقع رابطة كرة القدم اليابانية للمحترفين (اليابانية)
- يوتو يامادا على موقع إي إس بي إن إف سي (الإنجليزية)
- يوتو يامادا على موقع قاعدة بيانات كرة القدم.إي يو (الإنجليزية)
- يوتو يامادا على موقع Soccerbase.com (لاعب) (الإنجليزية)
- يوتو يامادا على موقع Soccerway.com (الإنجليزية)
- يوتو يامادا على موقع عالم كرة القدم.نت (الإنجليزية)